# Stark (Kansas)
Stark és una població del Comtat de Neosho (Kansas) als Estats Units d'Amèrica.

## Demografia
Segons el cens dels Estats Units del 2000 Stark tenia 106 habitants., 42 habitatges, i 27 famílies. La densitat de població era de 240,7 habitants/km².
Dels 42 habitatges en un 28,6% hi vivien nens de menys de 18 anys, en un 45,2% hi vivien parelles casades, en un 11,9% dones solteres, i en un 35,7% no eren unitats familiars. En el 33,3% dels habitatges hi vivien persones soles el 16,7% de les quals corresponia a persones de 65 anys o més que vivien soles. El nombre mitjà de persones vivint en cada habitatge era de 2,52 i el nombre mitjà de persones que vivien en cada família era de 3,3.
Per edats la població es repartia de la següent manera: un 33% tenia menys de 18 anys, un 7,5% entre 18 i 24, un 28,3% entre 25 i 44, un 19,8% de 45 a 60 i un 11,3% 65 anys o més.
L'edat mediana era de 34 anys. Per cada 100 dones de 18 o més anys hi havia 97,2 homes.
La renda mediana per habitatge era de 27.500 $ i la renda mediana per família de 27.083 $. Els homes tenien una renda mediana de 15.833 $ mentre que les dones 15.625 $. La renda per capita de la població era d'11.728 $. Entorn del 16,1% de les famílies i el 17,2% de la població estaven per davall del llindar de pobresa.

## Poblacions properes
El següent diagrama mostra les poblacions més properes.